# Mark Symonds Teversham
Mark Symonds Teversham, britanski general, * 1895, † 1973.